# Парада-ду-Бишпу
Парада-ду-Бишпу (порт. Parada do Bispo)  —  район (фрегезия) в Португалии,  входит в округ Визеу. Является составной частью муниципалитета  Ламегу. По старому административному делению входил в провинцию Траз-уж-Монтиш и Алту-Дору. Входит в экономико-статистический  субрегион Доуру, который входит в Северный регион. Население составляет 200 человек на 2001 год. Занимает площадь 2,00 км².
Покровителем района считается Андрей Первозванный (порт. Santo André). 